# Hawarden Castle

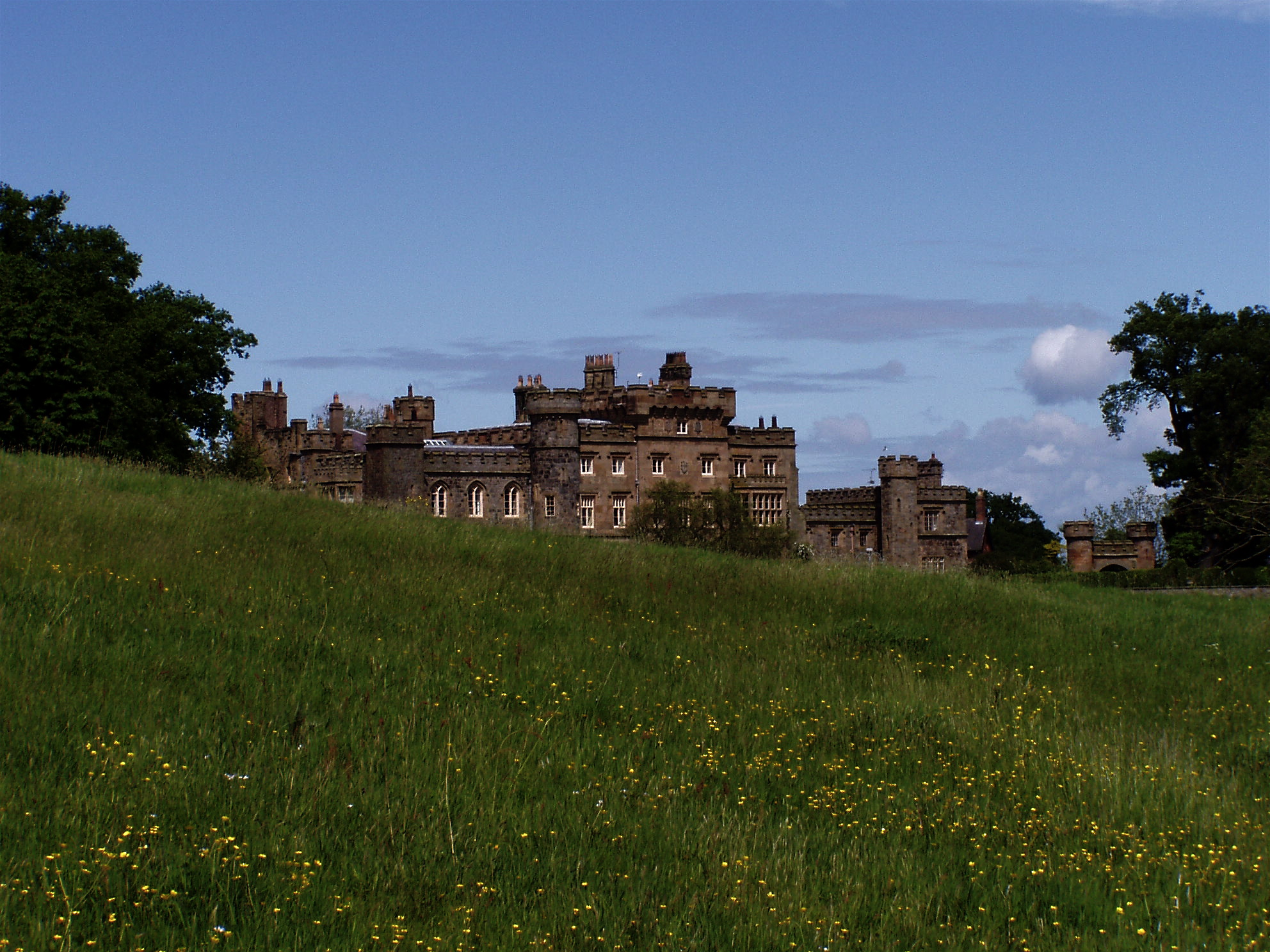
Hawarden Castle

Hawarden Castle ist ein Herrenhaus in Flintshire in Wales. Das als Kulturdenkmal der Kategorie Grade I klassifizierte Gebäude befindet sich am südöstlichen Rand des Ortes Hawarden. Es ist bekannt als Landsitz von William Gladstone, einem britischen Premierminister des 19. Jahrhunderts.

## Geschichte
Etwa 200 m östlich des mittelalterlichen Hawarden Old Castle errichtete die Familie Ravenscroft im 16. Jahrhundert ein neues, Broadlane Hall genanntes Herrenhaus. Um die Mitte des 18. Jahrhunderts erwarb Sir John Glynne, 6. Baronet, der auch Besitzer der inzwischen zur Ruine verfallenen Hawarden Castle war, durch Heirat mit Honora Conwy, Erbin der Familie Ravencroft, Broadlane Hall. Er ließ das alte Herrenhaus abreißen und von 1752 bis 1757 nach Entwürfen von Samuel Turner d. Ä. aus Whitchurch ein neues Herrenhaus errichten. Am Bau arbeitete auch Joseph Turner mit, bei dem es sich vermutlich um einen Neffe von Samuel Turners handelte und der später als Architekt bekannt wurde.
Von 1809 bis 1810 ließ Stephen Glynne, 8. Baronet das Gebäude durch den Londoner Architekten Thomas Cundy d. Ä. im neugotischen Stil vollständig umgestalten. Nach dem Tod des 9. Baronets erbte 1852 Catherine Glynne, eine Tochter des 8. Baronets, das Anwesen. Sie war mit dem Politiker und späteren Premierminister William Gladstone verheiratet, der ab 1854 das Anwesen als Landsitz nutzte und dort 1898 starb. Unter Gladstone fanden noch einige Umbauten statt, und seitdem wurde das Gebäude nicht mehr wesentlich verändert. Hawarden Castle wird noch heute von Gladstones Nachfahren bewohnt, nur der Park ist gelegentlich zu besichtigen.

## Anlage

### Äußeres
Trotz der Umbauten ist das ursprünglich im georgianischen Stil erbaute Herrenhaus im Kern deutlich zu erkennen. Der Mittelteil des dreigeschossigen, aus Backsteinen erbauten Gebäudes springt vor. Seit dem neugotischen Umbau ist es mit Sandsteinplatten verkleidet und hat an den Ecken zwei diagonal versetzte Rundtürme. An der Südseite wurde außerdem ein zweigeschossiger Fenstererker angebaut. Die niedrigen Dächer des Hauses verbirgt ein Zinnenkranz. Im 19. Jahrhundert wurde das Gebäude um einen zweigeschossigen Westflügel, in dem sich die Bibliothek befindet, ergänzt, sowie durch einen niedrigen Ostflügel, der Wirtschaftsräume beherbergt. Im Rahmen dieser Umbauten wurde der Haupteingang von der Südseite an die Nordseite verlegt und 1889 der Eingang mit einem Vorbau versehen.
Das Herrenhaus umgibt ein Landschaftspark, in den die Ruine der mittelalterlichen Burg mit einbezogen wurde. Südlich des Herrenhauses befindet sich ein Formaler Garten.

## Inneres
Trotz des neugotischen Umbaus besitzt das Haupthaus noch aufwändige Holzvertäfelungen und Stuckdecken im Rokoko- und Chinoiseriestil des 18. Jahrhunderts, die vermutlich von Thomas Oliver gestaltet wurden. Die Bibliothek und andere Räume sehen heute noch so aus, wie zu Gladstones Zeiten.